# Wanda Haberkantówna

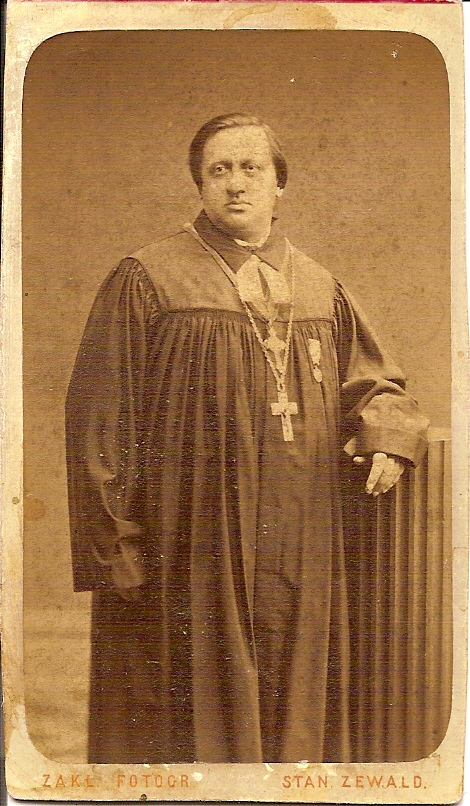
Adam Haberkant (1829–1905)

Wanda Haberkant (Haberkantówna; ur. 10 maja 1871 w Dąbiu n. Nerem, zm. 16 marca 1930 w Warszawie) – polska przyrodniczka (chemia, biologia), należąca do grupy inicjatorów i animatorów rozwoju dydaktyki biologii w Polsce w pierwszej połowie XX wieku.

## Życiorys
Wanda Haberkantówna była córką Adama Haberkanta – pastora ewangelicko-augsburskiego w Łomży, Dąbiu i Kaliszu, skazanego wcześniej na zesłanie w Rosji za swą postawę w czasie powstania styczniowego – i Heleny z Tydelskich Haberkant.  
W kancelarii parafii zboru ewangelickiego odbywały się spotkania młodych socjalistów – uczniów kaliskiego gimnazjum męskiego i studentów relegowanych z warszawskich uczelni. Córka pastora, Wanda, w roku 1887 skończyła rządowe gimnazjum rosyjskie w Kaliszu, po czym przez kilka lat pracowała w prywatnej szkole swojej starszej siostry Heleny Semadeni w Koninie. W latach 1893–1897 studiowała chemię na Wydziale Nauk Przyrodniczych Uniwersytetu w Genewie, gdzie zwano ją „Polonaise”. W Genewie prowadziła też badania naukowe w dziedzinie chemii pod kierunkiem prof. Friedricha Kehrmanna (praca doktorska: Recherches sur deux acides naphtopicriques, 1897).
Po powrocie do Polski Wanda Haberkantówna uczyła przyrody i chemii w Koninie, a następnie (1902–1907) prowadziła prywatną pensję w Warszawie oraz uczyła w kilku innych szkołach, np. w Gimnazjum im. Mikołaja Reja oraz pensjach Kotwickiej, Jankowskiej, Sierpińskiej, Platerówny. W latach 1906–1926  organizowała pracownię przyrodniczą i prowadziła zajęcia z biologii w szkole Jadwigi Kowalczykówny i Jadwigi Jawurkówny (Szkoła na Wiejskiej).
Przed odzyskaniem niepodległości prowadziła (poza pracą w szkole) wykłady na kursach Jadwigi Chrząszczewskiej i Stefanii Sempołowskiej oraz innych tajnych kompletach; wspólnie z Heleną Radlińską działała w nielegalnym Kole Wychowawców oraz w Towarzystwie Kultury Polskiej, organizowała kursy dla dorosłych. W nauczanie dorosłych była zaangażowana również po odzyskaniu niepodległości (np. wakacyjne kursy dla nauczycieli, wykłady w Państwowym Instytucie Pedagogicznym).
W roku 1923 została zatrudniona na stanowisku wizytatorki szkół. Z powodu pogarszającego się stanu zdrowia w 1928 r. poprosiła o przeniesienie w stan spoczynku. Nadal jednak aktywnie uczestniczyła w pracach Komisji Oceny Książek Przyrodniczych i wykładała metodykę przyrodoznawstwa na Wolnej Wszechnicy Polskiej.
Była jedną z pionierek ekologii. Ponadto już w 1910 r. opublikowała popularną książeczkę dydaktyczną Śmietnik, w której bardzo współcześnie opisała pożytki płynące z segregacji śmieci. 

## Lekcje biologii w „Szkole na Wiejskiej”

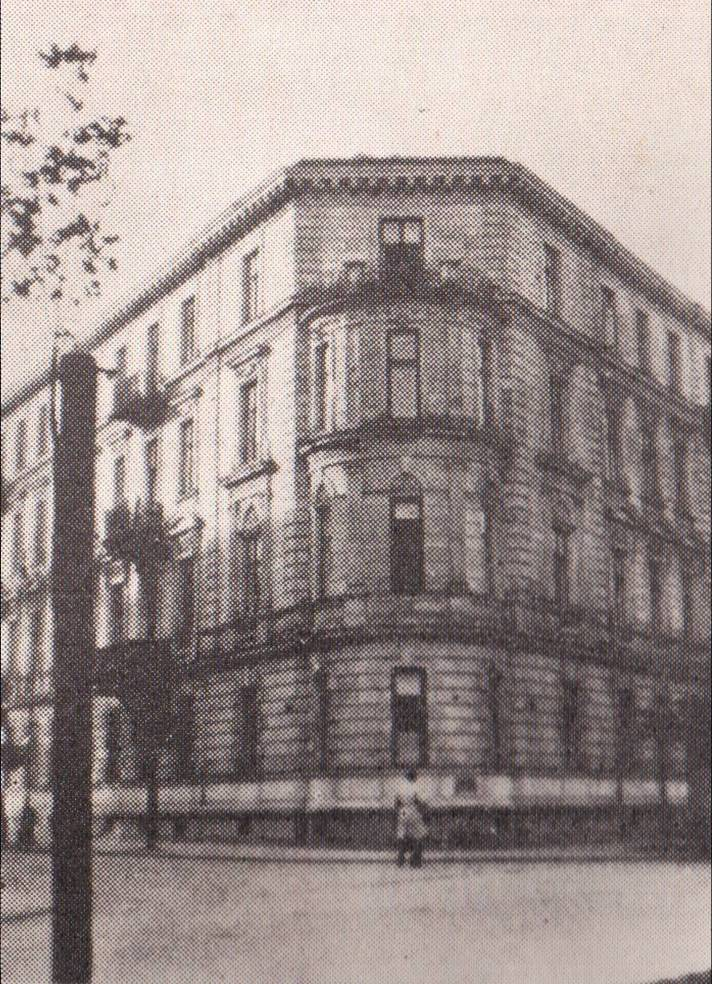
Budynek Szkoły na Wiejskiej
(róg ul. Wiejskiej i Matejki, ok. 1930 r.)

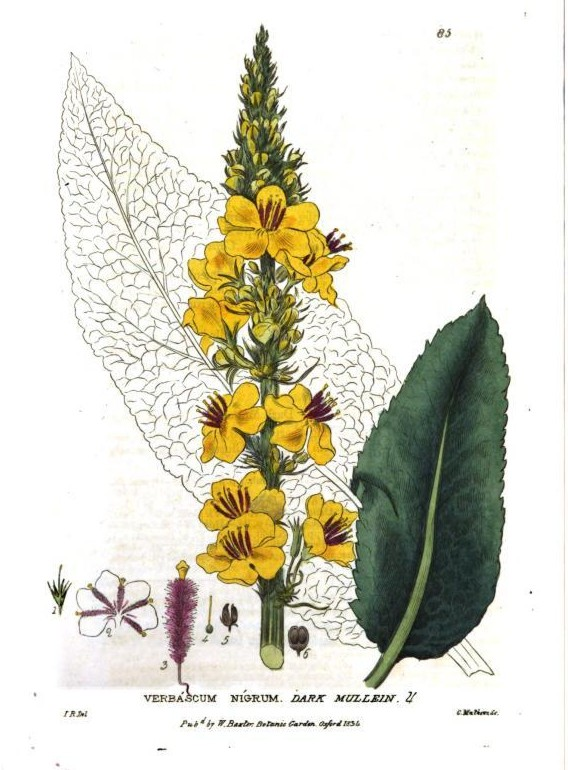
Idziemy między wałem Miedzeszyńskim i Wisłą w kierunku wsi "Las". Rzepień i osty, których tak dużo było bliżej mostu, znikają stopniowo, a zaczynają się pokazywać barwniej i piękniej pachnące rośliny. W okolicach łachy i kępy Gocławskiej widać już cały las kwitnącej dziewanny ...[Wanda Haberkantówna, "Z naszych wycieczek" (fragment lekcji "Kwiaty i owady")]

W latach 1903–1944 w szkole Jadwigi Kowalczykówny pracowało 14 nauczycieli biologii, spośród których wyróżnia się Wacława Jezierskiego (1904–1918), Wandę Haberkantównę (1906–1926), Zofię Bohuszewicz (1918–1921) i Wandę Karpowicz (1919–1944). Wszyscy nauczyciele kontynuowali dzieło pionierów, którymi byli W. Jezierski i W. Haberkantówna.
Wanda Haberkantówna rozpoczęła pracę w roku 1905, gdy część lekcji biologii była prowadzona nielegalnie, a szkoła dysponowała bardzo skromną bazą lokalową, np. nie posiadała pracowni przyrodniczej. Mimo tych przeszkód W. Haberkantówna i W. Jezierski konsekwentnie unikali werbalizmu – stosowane przez nich metody dydaktyczne, polegające na przestrzeganiu zasady poglądowości na każdej lekcji, nie były wcześniej stosowane w innych szkołach Warszawy i Polski.
Wanda Haberkantówna na każdą lekcję przynosiła okazy do prezentacji i doświadczeń oraz barwne francuskie i niemieckie atlasy z własnej biblioteki. Okazy – żywe lub zakonserwowane – przynosiła w takiej ilości, aby każda z uczennic mogła aktywnie uczestniczyć w zajęciach.
Po odzyskaniu niepodległości w szkole zorganizowano pracownię przyrodniczą, wyposażoną m.in. w chemikalia, mikroskopy i inne przyrządy laboratoryjne; rozpoczęto gromadzenie szkolnego zbioru okazów biologicznych. Poza zajęciami laboratoryjnymi Wanda Haberkantówna prowadziła liczne lekcje poza szkołą (organizowane już od 1906 roku) – w czasie wielu wycieczek do warszawskich parków i środowisk naturalnych. Każda z wycieczek miała swój ściśle określony temat i program. Na wszystkich lekcjach – w pracowni i w czasie wycieczek – uczennice otrzymywały dostosowane do wieku zadania do samodzielnego rozwiązania, na podstawie obserwacji.
Poza nieustannym doskonaleniem metodyki nauczania Wanda Haberkantówna wprowadzała zmiany treści programowych. Odrzuciła wcześniej stosowane programy, oparte na systematyce roślin i zwierząt. Po wstępnych próbach zastosowania odrzuciła też nową metodę, wprowadzoną w Europie na początku XX wieku, polegającą na przekazywaniu młodzieży informacji o kolejnych zbiorowiskach roślinnych. Stwierdziła, że struktura naturalnych zbiorowisk jest zbyt złożona dla uczennic IV i V klasy gimnazjum, a ponadto wielu nauczycieli nie ma przygotowania, wystarczającego do przekazywania takiej wiedzy. Opracowała programy lekcji, których podstawą stało się pojęcie przystosowań (np. przystosowanie ptaków do lotu, przystosowanie roślin do suszy). To założenie wykorzystała np. planując terminy, miejsca i tematy wycieczek. Po omówieniu np. warunków, jakie panują w danym okresie na słonecznym zboczu góry zamkowej w Czersku uczennice miały odpowiedzieć na pytanie, jakich przystosowań roślin się spodziewają, a w czasie wycieczki szukały potwierdzenia swoich hipotez. Na lekcji w pracowni uczennice samodzielnie poszukiwały np. różnic między szkieletami kręgowców, należących do różnych gromad i podejmowały próby wyjaśnienia przyczyn tych różnic.
Haberkantówna wprowadzała elementy nauczania problemowego, skłaniając młodzież do wykorzystywania wiedzy zdobytej np. na lekcjach geografii lub historii. Szczegółowo opracowane programy wycieczek niejednokrotnie zawierały elementy wykraczające poza zakres biologii. Wanda Haberkantówna starała się zwracać uwagę uczennic na zabytki architektury lub miejsca związane z historią Polski.
Wysoko oceniając wartość przygotowanych programów lekcji przyrodoznawstwa Wydział Programowy Ministerstwa Wyznań Religijnych i Oświecenia Publicznego zaproponował Wandzie Haberkant opracowanie protokółów tych lekcji do publikacji i wykorzystania w innych polskich szkołach.
Pochowana na Cmentarzu Ewangelicko-Augsburskim przy ulicy Młynarskiej w Warszawie (aleja 9, grób 42).

## Niektóre publikacje
Publikacje dotyczące metodyki nauczania biologii reprezentują prace: 
- dr W. Haberkantówna, "Z naszych wycieczek", Wydawnictwo Arcta w Warszawie, 1925[20]
- Protokóły lekcyj przyrodoznawstwa odbytych w r. szkolnym 1918/19 w klasie pierwszej Gimnazjum p. Kowalczykówny w Warszawie. Cz. 1, Wanda Haberkantówna, Ministerstwo Wyznań Religijnych i Oświecenia Publicznego, Warszawa–Lwów 1922[25]
- Protokóły lekcyj przyrodoznawstwa odbytych w roku szkolnym 1919/20 w klasie drugiej Gimnazjum p. J. Kowalczykówny w Warszawie. Cz. 2, W. Haberkantówna; Ministerstwo Wyznań Religijnych i Oświecenia Publicznego, Lwów/Warszawa, Książnica Polska 1922
- Protokóły lekcyj przyrodoznawstwa odbytych w roku szkolnym 1919/20 w klasie trzeciej Gimnazjum p. J. Kowalczykówny w Warszawie, W. Haberkantówna; Ministerstwo Wyznań Religijnych i Oświecenia Publicznego, Warszawa/Lwów, Książnica Polska 1923
- Wanda Haberkantówna (1871-1930), Uwagi w sprawie nauczania higjeny w gimnazjach, referat wygłoszony na posiedzeniu lekarzy szkolnych w Warszawie dnia 16 lutego 1928 r., Druk. św. Wojciecha, Poznań
- Wanda Haberkantówna, Śmietnik. Opowiadania przyrodnicze, Wyd. S. Orgelbranda, Warszawa 1910.